# Valentine Bargmann
Valentine Bargmann, genannt Valya Bargmann, (* 6. April 1908 in Berlin; † 20. Juli 1989 in Princeton) war ein in Deutschland geborener US-amerikanischer mathematischer Physiker und Mathematiker mit russischen Wurzeln.

## Leben und Werk
Er studierte 1925–1933 in Berlin, wechselte wegen der Machtergreifung der Nationalsozialisten aber an die Eidgenössische Technische Hochschule Zürich (ETH Zürich), wo er mit Wolfgang Pauli zusammenarbeitete und bei Gregor Wentzel promovierte. Bald darauf emigrierte er in die USA, wo er Assistent von Albert Einstein am Institute for Advanced Study in Princeton wurde. Dabei untersuchte er mit Einstein und Peter Bergmann fünfdimensionale Kaluza-Klein-Theorien (in Theodore von Karman Anniversary Volume 1941). Im Zweiten Weltkrieg arbeitete er mit John von Neumann an Stoßwellenproblemen und der numerischen Inversion großer Matrizen. Ab 1941 unterrichtete er in Princeton, wo er 1946 Professor wurde und bis zu seiner Emeritierung blieb.
Mit Eugene Wigner entwickelte er relativistische Wellengleichungen für Teilchen beliebigen Spins. Außerdem entwickelte er die Theorie der irreduziblen unitären Darstellungen der Lorentz- und Poincaregruppe (wo Wigner 1939 Pionierarbeit leistete) und arbeitete über das inverse Streuproblem (Rekonstruktion des Potentials aus den Streuphasen). Ein Präzessionseffekt von Teilchen in äußeren elektromagnetischen Feldern ist nach ihm, Louis Michel und Valentine Telegdi benannt (Bargmann-Michel-Telegdi-Gleichung, Physical Review Letters 1959). Mit Marcos Moshinsky untersuchte er 1960/1961 die Gruppentheorie des harmonischen Oszillators in der Quantenmechanik. Nach ihm sind die Bargmann-Räume benannt (manchmal auch Segal-Bargmann-Räume nach Irving Segals paralleler Entwicklung), Hilberträume holomorpher Funktionen, die er ab 1961 untersuchte.
Für die Anzahl Nl gebundener quantenmechanischer Zustände mit Drehimpuls l in einem drehsymmetrischen Potential gab er die obere Grenze
{\displaystyle N_{l}\leq {\frac {1}{2l+1}}{\frac {2m}{\hbar ^{2}}}\int _{0}^{\infty }r|V(r)|dr}
an (Proceedings National Academy 1952). Davor zeigten schon Abraham Pais und Res Jost, dass kein gebundener Zustand existiert, falls das Integral kleiner 1 ist.
Er war ein talentierter Pianist.
1968 wurde er Mitglied der American Academy of Arts and Sciences. 1978 erhielt er zusammen mit Eugene Wigner die erste Wigner-Medaille. 1979 wurde er in die National Academy of Sciences der USA gewählt. 1988 erhielt er die Max-Planck-Medaille.

## Schriften (Auswahl)
- Bargmann Irreducible unitary representations of the Lorentz group, Annals of Mathematics, Band 48, 1947, S. 568.
- ders. On unitary representations of continuous groups, Annals of Mathematics Band 59, 1954, S. 1.
- ders. On the connection between phase shift and scattering potential, Reviews of Modern Physics, Band 21, 1949, S. 488.
- ders. On representations of the rotation group, Reviews of Modern Physics 1962
- ders. Erinnerungen eines Assistenten Einsteins, Vierteljahresschrift der Naturforschenden Gesellschaft in Zürich, Band 124, Heft 1, 1979
- V. Bargmann, E. P. Wigner: Group Theoretical Discussion of Relativistic Wave Equations. In: Proceedings of the National Academy of Sciences. Band 34, Nummer 5, Mai 1948, S. 211–223. PMID 16578292, PMC 1079095 (freier Volltext).
- V. Bargmann: On the Number of Bound States in a Central Field of Force. In: Proceedings of the National Academy of Sciences. Band 38, Nummer 11, November 1952, S. 961–966. PMID 16589209, PMC 1063691 (freier Volltext).
- V. Bargmann: Remarks on a Hilbert space of analytic functions. In: Proceedings of the National Academy of Sciences. Band 48, Nummer 2, Februar 1962, S. 199–204. PMID 16590920, PMC 220756 (freier Volltext).